# Paris–Luxemburg 1963
Paris–Luxemburg 1963 war die 1. Austragung von Paris–Luxemburg, einem mehrtägigen Etappenrennen. Das Rennen wurde von Rudi Altig vor Armand Desmet und Raymond Poulidor gewonnen.

## Teilnehmende Mannschaften
| Profi-Radsportteams (10)- Saint-Raphaël-Gitane-R. Geminiani - Margnat-Paloma-Dunlop - Mercier-BP-Hutchinson - Pelforth-Sauvage-Lejeune - Peugeot-BP-Englebert - G.B.C.-Libertas - Torpedo - Cynar-Frejus - Flandria-Faema - Bertin - Porter 39 - Milremo |
| |

## Etappenübersicht
| Etappe    | Datum   | Etappenorte       | type | Länge (km) | Etappensieger    | Gesamtführender |
| --------- | ------- | ----------------- | ---- | ---------- | ---------------- | --------------- |
| 1. Etappe | 3. Aug. | Paris – Reims     |      | 240        | Rudi Altig       | Rudi Altig      |
| 2. Etappe | 4. Aug. | Reims – Luxemburg |      | 233        | Raymond Poulidor | Rudi Altig      |

## Ergebnisse

### Gesamtwertung
| \| Gesamtwertung \| Gesamtwertung \| Gesamtwertung \| Gesamtwertung \| Gesamtwertung \| \| Fahrer \| Fahrer \| Land \| Team \| Zeit \| \| ------------- \| ---------------- \| ---------------------- \| --------------------------------- \| ---------------- \| \| 1. \| Rudi Altig \| Deutschland \| Saint-Raphaël-Gitane-R. Geminiani \| 11 h 39 min 29 s \| \| 2. \| Armand Desmet \| Belgien \| Flandria-Faema \| + 5 s \| \| 3. \| Raymond Poulidor \| Frankreich \| Mercier-BP-Hutchinson \| + 6 min 57 s \| \| 4. \| Joseph Groussard \| Frankreich \| Pelforth-Sauvage-Lejeune \| + 7 min 04 s \| \| 5. \| Jean Gainche \| Frankreich \| Mercier-BP-Hutchinson \| + 7 min 56 s \| \| 6. \| Jacques Anquetil \| Frankreich \| Saint-Raphaël-Gitane-R. Geminiani \| + 7 min 56 s \| \| 7. \| Henry Anglade \| Frankreich \| Pelforth-Sauvage-Lejeune \| + 7 min 57 s \| \| 8. \| Attilio Moresi \| Schweiz \| \| + 8 min 34 s \| \| 9. \| Carmine Preziosi \| Italien \| \| + 8 min 47 s \| \| 10. \| Barry Hoban \| Vereinigtes Königreich \| \| + 8 min 47 s \| |                  |                        |                                   |                  |
| |                  |                        |                                   |                  |
| |                  |                        |                                   |                  |
| Gesamtwertung |                  |                        |                                   |                  |
| Fahrer | Fahrer           | Land                   | Team                              | Zeit             |
| 1. | Rudi Altig       | Deutschland            | Saint-Raphaël-Gitane-R. Geminiani | 11 h 39 min 29 s |
| 2. | Armand Desmet    | Belgien                | Flandria-Faema                    | + 5 s            |
| 3. | Raymond Poulidor | Frankreich             | Mercier-BP-Hutchinson             | + 6 min 57 s     |
| 4. | Joseph Groussard | Frankreich             | Pelforth-Sauvage-Lejeune          | + 7 min 04 s     |
| 5. | Jean Gainche     | Frankreich             | Mercier-BP-Hutchinson             | + 7 min 56 s     |
| 6. | Jacques Anquetil | Frankreich             | Saint-Raphaël-Gitane-R. Geminiani | + 7 min 56 s     |
| 7. | Henry Anglade    | Frankreich             | Pelforth-Sauvage-Lejeune          | + 7 min 57 s     |
| 8. | Attilio Moresi   | Schweiz                |                                   | + 8 min 34 s     |
| 9. | Carmine Preziosi | Italien                |                                   | + 8 min 47 s     |
| 10. | Barry Hoban      | Vereinigtes Königreich |                                   | + 8 min 47 s     |

### Teamwertung
| Mannschaftswertung | Mannschaftswertung                | Mannschaftswertung | Mannschaftswertung |
| Team               | Team                              | Land               | Zeit               |
| ------------------ | --------------------------------- | ------------------ | ------------------ |
| 1.                 | Saint-Raphaël-Gitane-R. Geminiani | Frankreich         | 35 h 13 min 11 s   |
| 2.                 | Flandria-Faema                    | Belgien            | + 35 h 16 min 10 s |
| 3.                 | Mercier-BP-Hutchinson             | Frankreich         | + 35 h 21 min 49 s |